# 福田智弘
福田 智弘（ふくだ ともひろ、1965年 - ）は、日本の歴史・文学研究家、作家。埼玉県出身。埼玉県立春日部高等学校、東京都立大学人文学部卒業。編集やデザインディレクターを経て、現在は歴史、文学関連を中心に執筆活動を行っている。

## 著作・監修
- 『浮世絵の謎 世界が驚いたニッポンの芸術 意外と知らない古典名画の正しい見方』（実業之日本社、じっひコンパクト新書、2016年）
- 『豪商たちが作った幕末・維新』（彩図社、2016年）
- 『ねこねこ日本史でよくわかる日本の歴史』（原作:そにしけんじ、実業之日本社、2016年）
- 『今じゃありえない!!100年前のビックリ教科書 明治・大正・昭和の授業風景』（実業之日本社、じっひコンパクト新書、2017年）
- 『ねこねこ日本史でよくわかる日本の歴史 風雲編』（原作:そにしけんじ、実業之日本社、2017年）
- 『徳川十五代を支えた老中・大老の謎 江戸幕府要職の表と「裏」がよくわかる!』（実業之日本社、じっひコンパクト新書、2017年）
- 『ねこねこ日本史でよくわかる四字熟語』（原作:そにしけんじ、実業之日本社、2018年）
- 『ねこねこ日本史でよくわかることわざ』（原作:そにしけんじ、実業之日本社、2018年）
- 『ねこねこ日本史でよくわかる日本の大事件』（原作:そにしけんじ、実業之日本社、2018年）
- 『ねこねこ日本史でよくわかる日本の歴史 飛翔編』（原作:そにしけんじ、実業之日本社、2019年）
- 『ねこねこ日本史でよくわかる謎とき日本のドリル』（原作:そにしけんじ、実業之日本社、2019年）
- 『深夜薬局 歌舞伎町26時、いつもの薬剤師がいます』（小学館集英社プロダクション、ShoProBooks、2021年）
- 『日本史見るだけブック』（辰巳出版、2021年）
- 『ナイチンゲールが生きたヴィクトリア朝という時代 ナイチンゲール生誕200年記念出版』（日本看護協会出版会、2021年）
- 『人間愚痴大全』（小学館集英社プロダクション、2021年）
- 『鎌倉殿と北条執権の歴史 源平合戦から幕府内乱、承久の乱まで、激動の時代がすべてわかる!』（幻冬舎、MSムック、2022年）
- 『春画コレクション 絵師が描くエロスとユーモア』
- 『徳川幕府と戦国時代 天下統一した男の生涯と乱世の英雄たち』（幻冬舎、MSムック、2022年）
- 『ビジネスに使える「文字の言葉」現場を潤す古今の名言集』（ダイヤモンド・ビジネス企画、2006年）
- 『読む幕末暦日本が「時系列」だからわかりやすい!』（実業之日本社、じっひコンパクト新書、2010年）
- 『古代史闇に隠された15の「謎」を解く!教科書よりわかりやすく面白い!』（実業之日本社、じっひコンパクト新書、2011年）
- 『裏も表もわかる日本史 意外な真相?驚きの事実!江戸時代編』（実業之日本社、じっひコンパクト新書、2013年）
- 『よくわかる!江戸時代の暮らし「川柳」と「浮世絵」で読み解く』（辰巳出版、2018年）